# 1443

## Събития
Първи поход на Владислав Варненчек